# 河内長野市立長野中学校
河内長野市立長野中学校（かわちながのしりつ ながのちゅうがっこう）は、大阪府河内長野市にある公立中学校。
学制改革に伴って1947年に開校した。学校敷地は、旧制長野農業専修学校および長野高等実践女学校の敷地を転用している。

## 沿革
- 1947年4月21日 - 長野町立中学校として開校。
- 1954年4月 - 河内長野市の市制施行に伴い、現校名に改称。
- 1960年2月 - 校歌制定。
- 1975年4月 - 河内長野市立千代田中学校を分離。
- 1978年4月 - 河内長野市立西中学校を分離。

## 通学区域
- 河内長野市立長野小学校と河内長野市立小山田小学校の通学区域。

## 交通
- 南海高野線・近鉄長野線 河内長野駅 北西へ約900m。
- 南海バス・モックルコミュニティバス ラブリーホール前バス停。